# Dorcatoma vaulogeri
Dorcatoma vaulogeri is een keversoort uit de familie klopkevers (Anobiidae). De wetenschappelijke naam van de soort is voor het eerst geldig gepubliceerd in 1978 door agenjoi Español.